# Yves Bonnefoy
Yves Bonnefoy (Tours, Indre y Loira, 24 de junio de 1923-París, 1 de julio de 2016) fue un poeta, crítico literario, ensayista, traductor y prosista francés, que destacó como traductor de Shakespeare y por sus ensayos fundamentales sobre arte y artistas del Barroco y del siglo XX, incluyendo a Goya, Joan Miró y Alberto Giacometti.

## Biografía
El padre de Yves Bonnefoy fue montador de los talleres ferroviarios de Paris-Orléans; su madre era enfermera, y más tarde llegó a ser institutriz. De joven, Bonnefoy pasó muchos años en Tours, si bien en vacaciones iba a menudo a Toirac (Lot), en casa de sus abuelos maternos; ese será, como ha dicho, su «verdadero lugar», su lugar de referencia para él (L'Arrière-pays). En 1936, la muerte de su padre va a dar un giro a su vida. Tiene por entonces 13 años, y tendrá que estar recluido en su casa para estudiar.
Hace sus estudios secundarios en un instituto de Tours, y elige ya las matemáticas y la filosofía como preferidas; sigue después en esa ciudad estudiando latín y matemáticas, rama que elige en las Universidades de Poitiers y de París. Se instala en la capital francesa en 1944. Desde entonces, realizará numerosos viajes, por Europa (notablemente por Italia), y por los Estados Unidos.
Entre 1943 y 1953, abandona la matemática (pero guardará el gusto por la sobriedad y la inventiva disciplinada de ésta). Se consagra a la poesía, la literatura y también a la historia del arte, pues sigue las enseñanzas de uno de los más originales estudiosos franceses, André Chastel. Al principio se vincula al surrealismo, movimiento del que se apartará en 1947, al percibir cierta gratuidad en sus producciones: véase André Breton à l'avant de soi. Pero los poetas que le van a influir, por ser a su juicio los verdaderos revolucionarios en la lírica, son Gérard de Nerval, Charles Baudelaire, Arthur Rimbaud, a quien dedicó un libro pionero, y Stéphane Mallarmé; sobre todos ellos ha escrito páginas influyentes una y otra vez.
Además, Bonnefoy es autor de numerosas traducciones (principalmente inglesas, si bien también tradujo a Leopardi), pero destaca sobre todo su trabajo extraordinario con Shakespeare (Hamlet, Macbeth, El rey Lear, Romeo y Julieta, Julio César, Cuento de invierno, La tempestad, Antonio y Cleopatra, Otelo, Como gustéis, Poemas, Sonetos). Desde 1960, ha venido siendo invitado por numerosas universidades, nacionales o no (en Ginebra, norteamericanas). En 1981, tras el fallecimiento de Roland Barthes, le fue encomendada la cátedra de Estudios comparados de la función poética en el Colegio de Francia; allí desarrollará una fructífera actividad hasta 1993, con sus lecciones magistrales y sus invitaciones a figuras de relieve, como Jean Starobinski.
Se dice que es el poeta francés más importante de la segunda mitad del siglo XX; su poesía, muy concentrada, no es muy extensa. Pero su actividad plural ha sido incesante, y su obra ensayística ha cobrado una dimensión fuera de serie. Bonnefoy ha recibido varios premios; el de la Crítica (1971), el Balzan (1995) y el Franz Kafka, que le fue entregado en Praga el 30 de octubre de 2007.
En el año 2013 fue galardonado con el Premio en Lenguas Romances que otorga la Feria Internacional del Libro de Guadalajara en México.

## Sobre su obra
Además de ser el escritor de la ensoñación controlada (L'Arrière-pays, Récits en rêve) y de la obsesión por las imágenes, se le considera un «poeta del lugar y de la presencia», junto a otros escritores como Philippe Jaccottet, por ejemplo, amigo suyo. Según dice él, la presencia es la experiencia inmediata, pura, vinculada al mundo: sus evocaciones filosóficas suelen partir de los neoplatónicos pero para desplazar sus nociones comunes.
Para Bonnefoy, que por lo demás es un gran teorizador, el concepto y la abstracción pueden separar a los seres humanos del mundo sensible, pues las cosas cotidianas y las miradas ajenas pesan en ellos, en sus mentes, mucho más que las ideas. Su poesía supone la trasmutación de esa experiencia en un lenguaje que no quiere ser arrebatado por la falsedad de lo trivial o de lo inmediato, que desea expresar la unidad de nuestra percepción del mundo rescatando y puliendo determinadas experiencias sensibles o emocionales.
Su último libro, L'Écharpe rouge, reconstruye parte de la vida de sus padres en una rememoración muy íntima que arranca de un centenar de versos interrumpidos y recuperados en 2009, escritos cincuenta años antes, hacia 1964. Apareció en abril de 2016. Es uno de sus textos capitales hoy.

## Libros
Poesía y relatos
- Traité du pianiste, 1946; ampliado en 2008.
- Du mouvement et de l'immobilité de Douve, 1953. Trad. de Carlos Piera: Del movimiento y de la inmovilidad de Douve, Madrid, Visor, 2002 ISBN 978-84-7522-082-6
- Hier régnant désert, 1958.
- Anti-Platon, 1953.
- Pierre écrite, 1965.
- L'Arrière-pays, 1971.
- Dans le leurre du seuil, 1975.
- Rue Traversière, 1977. Trad. de Julián Mateo Ballorca: Relatos en sueños, Valladolid, cuatro.ediciones, 2009 ISBN 978-84-933199-9, ed. de Mauricio Jalón.
- Antología poética, Barcelona, Lumen, 1977 ISBN 978-84-264-2719-9
- Poèmes (1947–1975), 1978.
- Entretiens sur la poésie, 1980.
- Ce qui fut sans lumière, 1987.
- Récits en rêve, 1987.
- Début et fin de neige, con Là où retombe la flèche, 1991. Tr. de Jesús Munárriz: Principio y fin de la nieve. Début et fin de la neige. Edición bilingüe. Madrid, Hiperión, 1993 ISBN 978-84-7517-385-6
- La vie errante, con Une autre époque de l'écriture, 1993.
- L'encore aveugle, 1997.
- La Pluie d'été, 1999. Tr.: La lluvia de verano, Córdoba (Argentina), Alción, 1999.
- Le théâtre des enfants, 2001.
- Le cœur-espace, 2001.
- Les planches courbes, 2001. Trad. de Jesús Munárriz: Las tablas curvas. Les Planches courbes. Edición bilingüe. Madrid, Hiperión, 2003. ISBN 978-84-7517-761-8.
- Tarea de esperanza, Valencia, Pre-Textos, 2007, antología ISBN 978-84-8191-839-7.
- La longue chaine de l'ancre, 2008.

Ensayos y prosas
- Peintures murales de la France gothique, 1954.
- Dessin, couleur, lumière, 1995.
- L'Improbable, 1959. Tr.: Lo improbable, Córdoba (Argentina), Alción, 1998.
- Arthur Rimbaud, 1961. Tr.: Rimbaud, Caracas, Monteávila, 1975.
- La seconde simplicité, 1961.
- Un rêve fait à Mantoue, 1967.
- Rome, 1630: l'horizon du premier baroque, 1970.
- Miró, Barcelona, Juventud, 1970.
- L'Ordalie, 1975.
- Le Nuage rouge, 1977. Tr.La nube roja, Madrid, Síntesis, 2003 ISBN 978-84-9756-143-3.
- Trois remarques sur la couleur, 1977. Tr.: Notas sobre el dibujo, Sta. Cruz de Tenerife, A. León, 1998.
- L'Improbable, con Un rêve fait à Mantoue, 1980.
- Dictionnaire des mythologies et des religions des sociétés. traditionnelles et du monde antique, 1981, editor; 4 tomos. Tr.: Diccionario de mitologías, Destino, 2002, director y editor.
- La présence et l'image, 1983, lección en el Collège de France.
- La vérité sur parole, 1988.
- Sur un sculpteur et des peintres, 1989.
- Entretiens sur la poésie, 1972-1990.
- Alberto Giacometti, Biographie d'une œuvre, 1991.
- Alberto Giacometti, Madrid, H. Kliczkowski, 2002.
- Aléchinsky, les traversées, 1992.
- Remarques sur le dessin, 1993.
- Palézieux, 1994, con Florian Rodari.
- La Vérité de parole, 1995.
- Dessin, couleur et lumière, 1999.
- La Journée d'Alexandre Hollan, 1995.
- Théâtre et poésie: Shakespeare et Yeats, 1998.
- Lieux et destins de l'image, 1999. Tr.: Lugares y destinos de la imagen, Buenos Aires, El cuenco de plata, 2007.
- La Communauté des traducteurs, 2000. Tr. par. La traducción de la poesía, Valencia, Pre-Textos, 2002.
- Baudelaire: la tentation de l’oubli, 2000.
- L'Enseignement et l'exemple de Leopardi, 2001.
- André Breton à l'avant de soi, 2001.
- Poésie et architecture, 2001.
- Sous l'horizon du langage, 2002.
- Sobre el origen y el sentido, Buenos Aires, Acción, 2002.
- Remarques sur le regard, 2002.
- La Hantise du ptyx, 2003.
- Le Poète et «le flot mouvant des multitudes», 2003.
- Le Nom du roi d'Asiné, 2003.
- L'Arbre au-delà des images, Alexandre Holan. 2003.
- Goya, Baudelaire et la poésie, 2004, con textos de Jean Starobinski.
- Feuilée, con el artista Gérard Titus-Carmel, 2004.
- Le Sommeil de personne, 2004.
- Assentiments et partages, 2004, exposición en el Musée des Beaux-Arts de Tours.
- L'Imaginaire métaphysique, 2006.
- Goya, les peintures noires, 2006.
- La stratégie de l'énigme, 2006.
- Dans un débris de miroir, 2006.
- L'Alliance de la poésie et de la musique, 2007.
- Ce qui alarma Paul Celan, 2007.
- La Poésie à voix haute, La Ligne d'ombre, 2007.
- L'amitié et la réflexion, 2007.
- André Mason, la liberté de l'esprit, 2007.
- Le grand espace, 2008.
- Notre besoin de Rimbaud, 2009.
- Deux scènes et notes conjointes, 2009.
- Pensées d'étoffe ou d'argile, Col. Carnets, L'Herne, 2010
- Genève, 1993, Col. Carnets, L'Herne, 2010.
- L'inachevable, Albin Michel, 2010
- Raturer outre, Galilée, 2010
- Le lieu d'herbes, Galilée, 2010
- Le siècle où la parole a été la victime, Mercure de France, 2010
- L'Heure présente, 2011
- Ensemble encore junto a Perambulans in noctem, 2016
- L'Écharpe rouge, 2016.